# Abracadabra
《Abracadabra》(韓文：아브라카다브라)是韓國女子音樂團體Brown Eyed Girls的一首歌曲。這首歌在2009年7月作為《Sound-G》專輯的第二支主打歌推出，也讓這個女團展現了全新的形象和風格。該歌曲在各大線上和線下音樂排行榜都表現優異，還在M.Net音樂網站上連續三週稱霸榜首。

## 歷史
這首歌的歌詞是由金利娜寫的，而Rap的部分則是由成員Miryo操刀。曲子是由熱門作曲家Lee Min-soo(이민수)和知名製作人兼DJ Hitchhiker合作完成的。
因為2009年有許多女團出道且獲得成功，Brown Eyed Girls認為如果走可愛、清純的路線可能不利於她們；因此，她們回歸時選擇了“性感壞女孩”的形象。

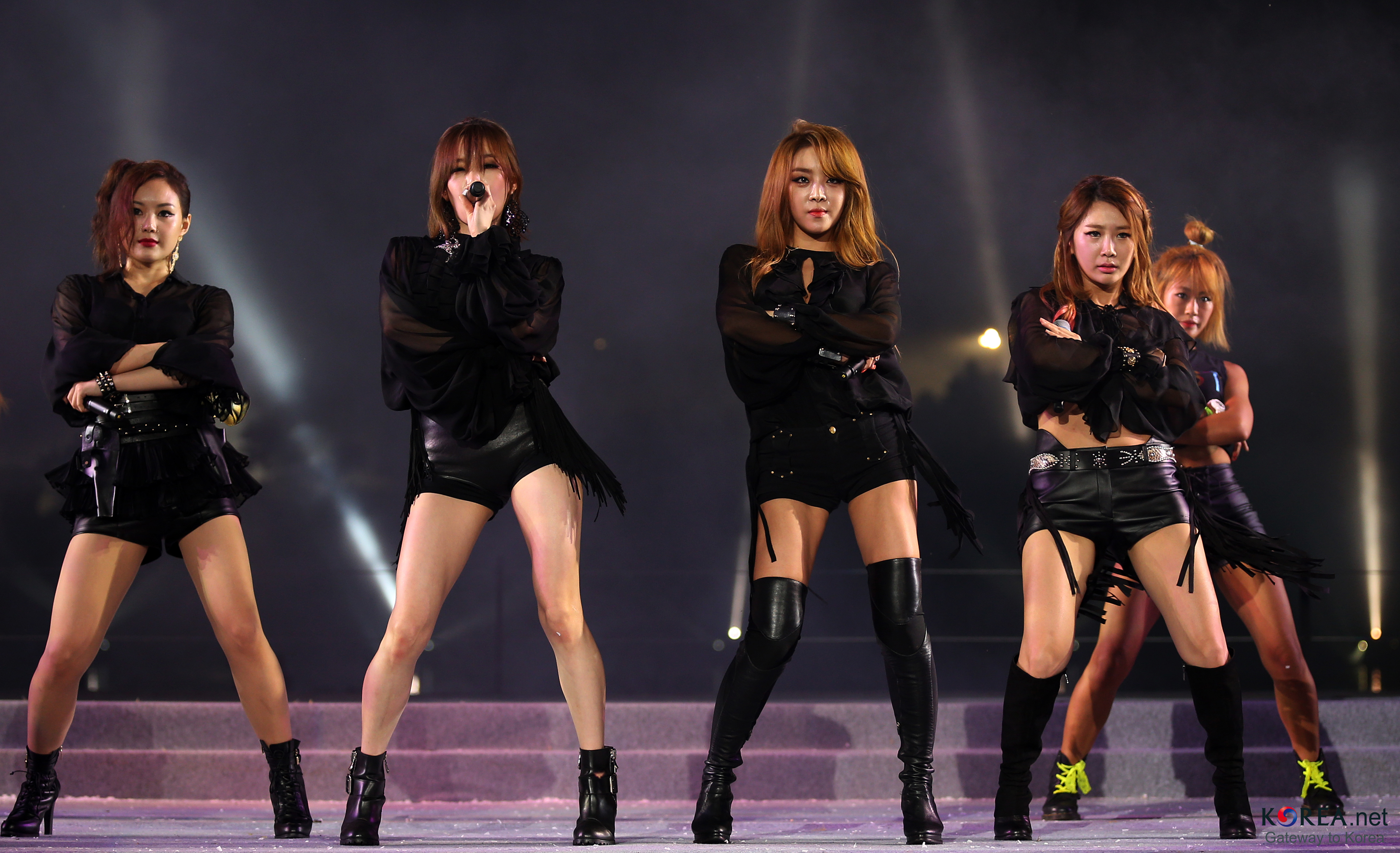
2013年的世界賽艇錦標賽上表演了她們的"高傲舞"。

### 宣傳
這團體在七月底回到了各大音樂節目舞台，並繼續秉持她們的成熟風格。

## 歌詞
這首歌原本叫做《Voodoo》。歌詞談的是一段盲目的戀愛，尤其那句"像你的娃娃"，暗指大家都知道和那宗教相關的某種儀式。但因為歌名涉及特定宗教被審查擋下，後來就改名成現在這個有召喚魔法意思的歌名。

## 商業表現
這首歌在2009年7月推出到各大數位音樂平台後，很快就衝上了各大線上音樂排行榜的頭名。這首歌在SBS的《人气歌谣》裡也摘下了"Mutizen Song"大獎。而且，這首歌在2010年的韓國音樂大獎裡也拿到了最佳舞曲和電音歌曲獎。

## 音樂錄影帶
這支4分鐘的MV是由Hwang Sua所執導的，她在紐約大學學過電影，並已成為一名知名的MV和廣告導演。這支MV因其震撼和濃烈的風格受到大家的喜愛，但也因為某些大膽的畫面引起了些許爭議。在2009年的訪問中，Hwang說她想透過一個時尚的舞蹈，展現歌曲中主角在情感與理性之間掙扎的心情，畢竟歌的主題是關於詛咒與盲目的愛。她把MV分成兩大部分：樂隊的演唱部分和劇情敘述部分。前面那部分背景是白色的，飽和度也刻意調低，避免和劇情部分產生混淆，同時也呈現了一種無邊際的空間感。
2009年7月中，MV的預告片放出，裡面暗示了佳人和Narsha兩位成員可能有場吻戲。當完整版MV一推出，因為裡面的大膽畫面，網友留下了不少批評。但那個"辣味"(시건방 춤)舞蹈，讓成員們臀部左右擺動，卻變成了超夯的舞蹈。
好幾家新聞媒體都報導說，佳人為了這MV的舞蹈片段而去看了色情片。不過，佳人在8月29日的《明星金鐘》節目上澄清這段傳言，她說她看的其實是一部感性電影《愛你九週半》。

## 在流行文化中
2009年8月，男子組合One Day(是2PM和2PM的組合名稱)的成員拍了一段模仿影片，他們在2PM的真人秀《Wild Bunny》中扮演"Dirty Eyed Girls"(드러운 아이드 걸스)。Brown Eyed Girls知道後表示非常感謝，因為這代表他們的MV很紅。另外，PSY在他的《Gentleman》MV裡頭也用到了這首歌的舞步，而且還特地請到了佳人來客串。
2011年，台灣男子組合自由發揮的《3D舞力全失》MV也用了這首歌的舞步。

## 獲獎
| 年分 | 機構                         | 獎項                 | 結果 | Ref.   |
| ---- | ---------------------------- | -------------------- | ---- | ------ |
| 2009 | Cyworld Digital Music Awards | 8月的歌曲之星        | 獲獎 | [ 13 ] |
| 2009 | 金唱片獎                     | 數位音樂本賞         | 提名 | [ 14 ] |
| 2009 | MAMA大獎                     | 最佳House & 電子音樂 | 獲獎 | [ 15 ] |
| 2010 | Cyworld Digital Music Awards | 本賞                 | 獲獎 | [ 16 ] |
| 2010 | Cyworld Digital Music Awards | 年度歌曲             | 提名 | [ 16 ] |
| 2010 | 韓國音樂大獎                 | 最佳舞蹈及電子歌曲   | 獲獎 | [ 17 ] |

### 2009年音樂節目獲獎
| 電視台 | 節目        | 日期    |
| ------ | ----------- | ------- |
| SBS    | 人气歌谣    | 8月16日 |
| SBS    | 人气歌谣    | 8月23日 |
| Mnet   | M Countdown | 8月20日 |
| Mnet   | M Countdown | 9月3日  |
| KBS    | 音乐银行    | 8月20日 |